# Elektriska standarder i världen

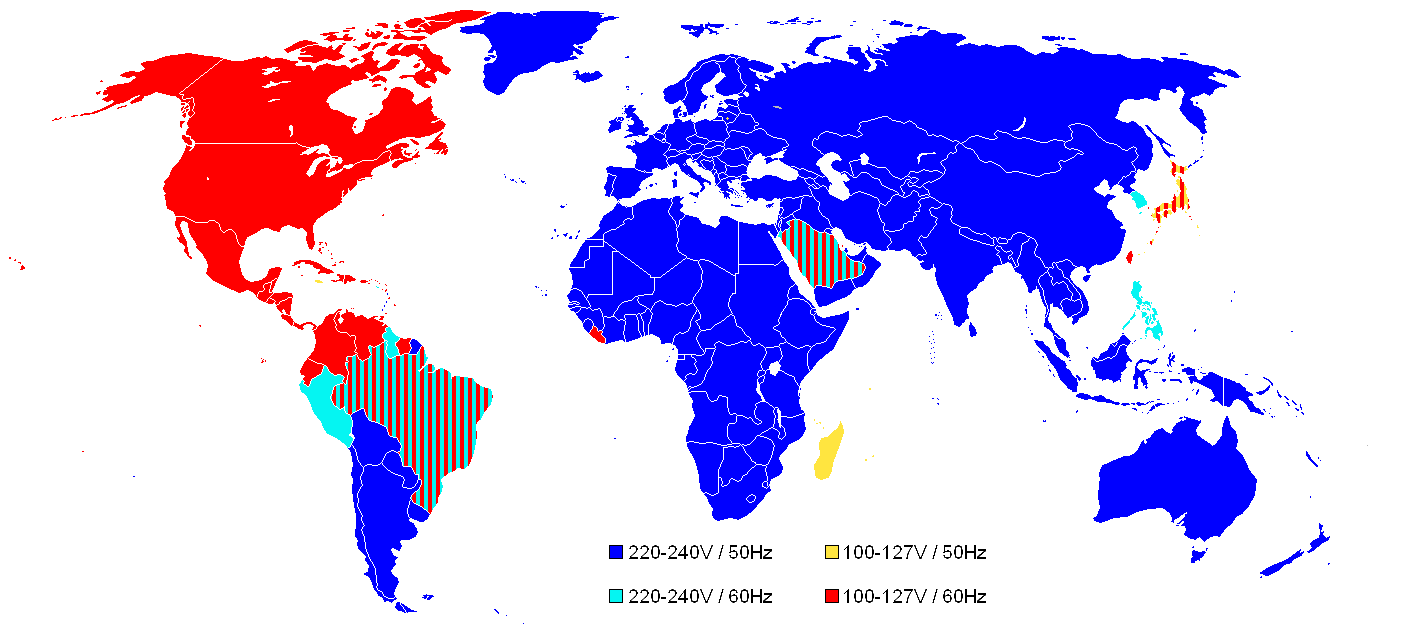
Spänning och frekvens:
100-127V/50Hz
100-127V/60Hz
220-240V/50Hz
220-240V/60Hz

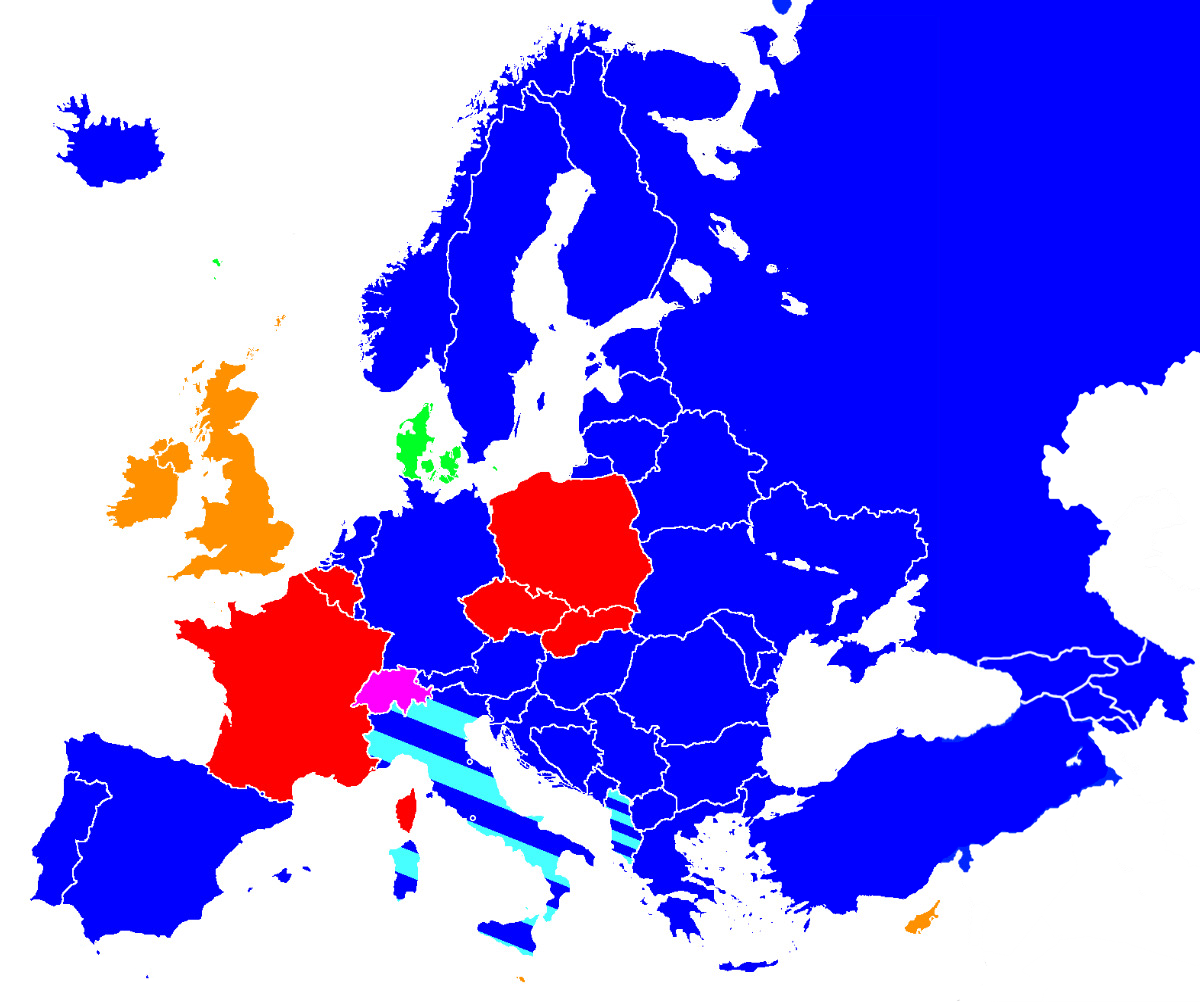
Uttag i Europa:
Typ E
Typ F
Typ G
Typ J
Typ K
Typ L

För att koppla in elektriska apparater i hushållen behövs en kabel med en stickpropp med ett bestämt utseende för att den ska passa i ett eluttag som också behöver ha ett standardiserat utseende.
Standarderna varierar världen över. Det finns ett antal icke-passande standarder. Ursprungligen användes inte jordade uttag och kontakter. Många länder använde typ C. Jordning infördes sedan på olika sätt så att uttag typ E, F, H, J, K och L skapades.
Det finns två standarder för spänning och frekvens för hushållseluttag, nämligen 220–240 V 50 Hz som används i Europa med flera regioner, och 110–120 V 60 Hz i Nordamerika med flera.
För utrustning med mycket hög effekt, till exempel spisar, finns oftast trefassystem med andra större kontakter. Även lägre nätspänningar förekommer i exempelvis badrum.
| Typ                          | Område                                      | Beskrivning |
| ---------------------------- | ------------------------------------------- | --- |
| A                            | Nordamerika, Japan                          | 2 stift ojordad, 100-125V 15A, liknar B. Standardiserad kontakt som används i olika varianter i 38 länder. |
| B                            | Nordamerika                                 | 3 stift jordad, 125V 15A. Som A-typen men med ett runt jord-stift. |
| C platt                      | Europa                                      | Den platta ojordade "Europapluggen" för 240 V 2,5 A fungerar i Europa i uttag för typ C,E,F,H,J,K,L, inte i brittiska typ G. Europapluggen har något tunnare stift (4 mm) och fungerar även i Östeuropa. |
| C rund                       | Europa                                      | Rund ojordad kontakt med två rundstift, 240 V 10 A. Det är 19 mm mellan hålens/stiftens mittpunkter, och stiften är 4,8 mm i diameter och 19 mm långa. |
| D                            | Indien                                      | 5 A version av typ M. |
| E                            | Frankrike, Polen                            | |
| F (CEE 7/4 Schuko)           | Norge, Ryssland, Spanien, Sverige, Tyskland | Äldre uttag i Östeuropa har något mindre hål, och stickproppar från väst kanske inte passar. |
| E+F jordade hybridkontaktdon |                                             | Fungerar i uttag av typ E och F, samt utan jordning i typ C,J,K. Hybriddonen E+F finns inte som uttag. |
| G                            | Storbritannien, Irland, Cypern, Malta       | Har större avstånd mellan hålen, och kontakter för andra standarder passar inte uttag av denna typ. Kontakter typ G passar inte heller andra uttag. |
| H                            | Israel                                      | |
| I                            | Australien, Nya Zeeland                     | |
| J                            | Schweiz                                     | Har tre stift, två enligt ojordad typ C och med skyddsjorden som ett eget stift lite vid sidan av. Kontakter av typ C passar, även jordade E/F som dock inte jordas, men jordade kontakter av typ J passar inte i andra typer av uttag. |
| K                            | Danmark                                     | Fungerar ungefär som typ J, men har längre avstånd till jordstiftet. Kontakter av typ C passar, även jordade E/F som dock inte jordas, men jordade kontakter av typ K passar inte i andra typer av uttag. |
| L                            | Italien                                     | Det finns traditionellt två standarder, båda med tre stift, skyddsjord i mitten och matning i de två andra. Den ena standarden är för max 10 A med 19 mm mellan ytterhålen, samma som typ C. Hålen i äldre uttag är lite mindre och runda typ C/E/F kanske inte passar. Den andra är för 16 A med 26 mm mellan ytterhålen. Nyare uttag fungerar för båda standarderna och även typ C, ofta även med jordning (typ F). |
| M                            | Indien, Sydafrika                           | 15 A version av typ D. |
| N                            | Sydafrika, Brasilien                        | IEC 60906-1 |

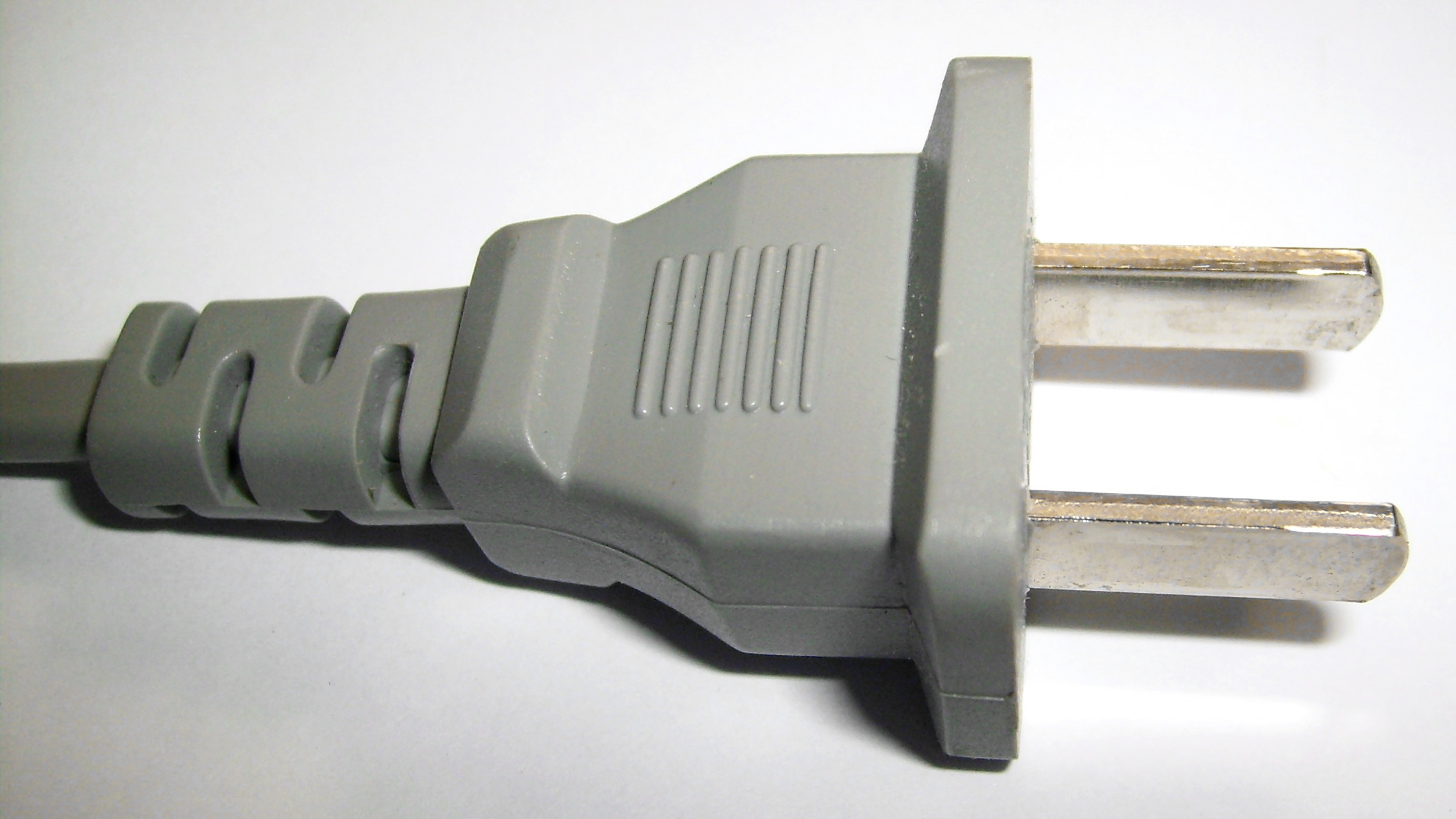
Typ A
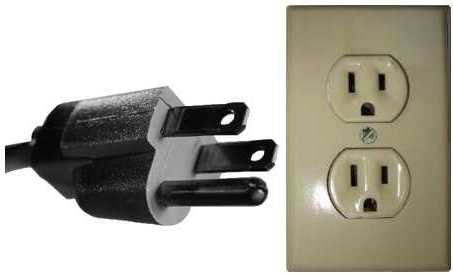
Typ B
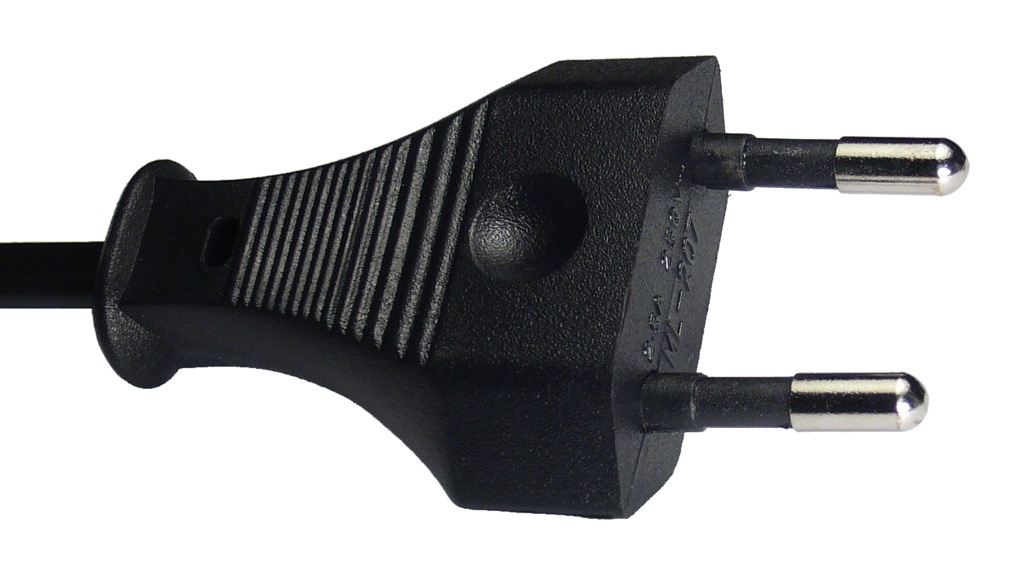
Typ C platt
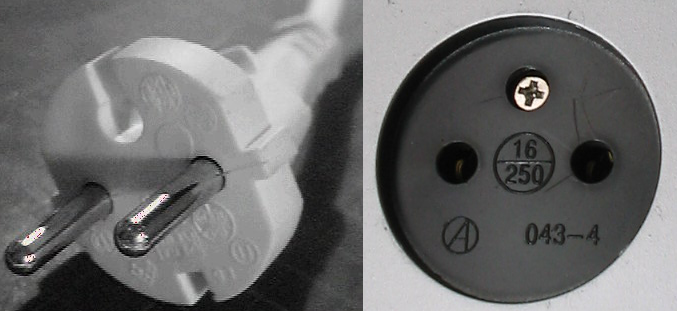
Typ C rund
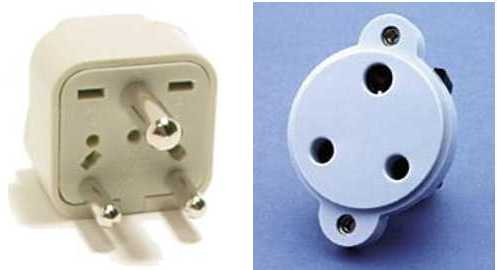
Typ D
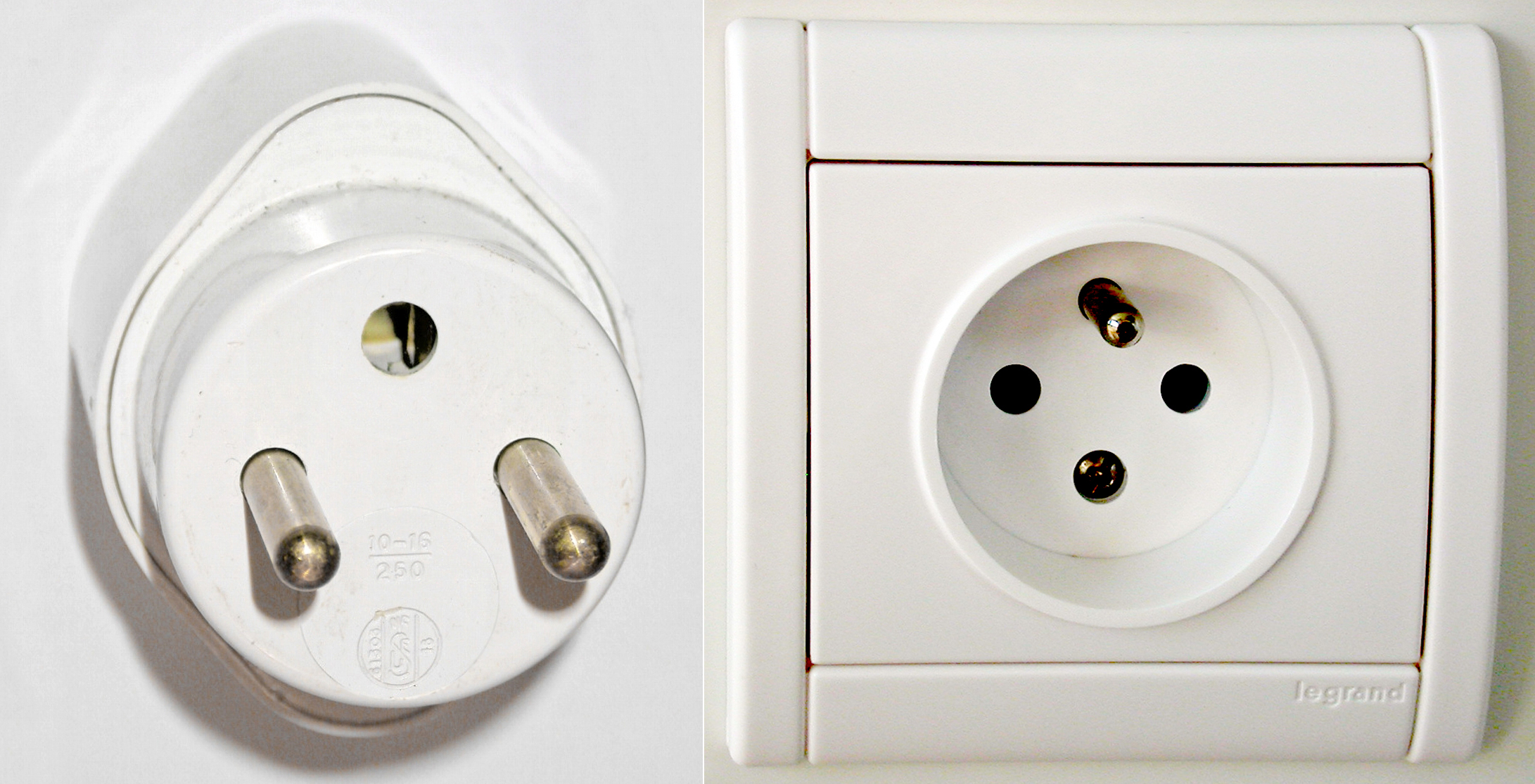
Typ E
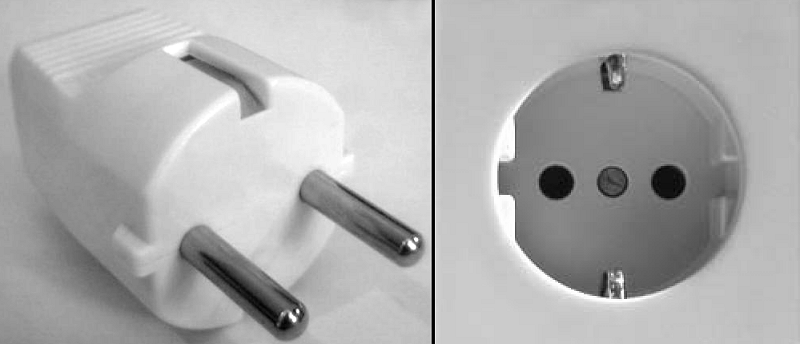
Typ F (CEE 7/4 "Schukostecker"
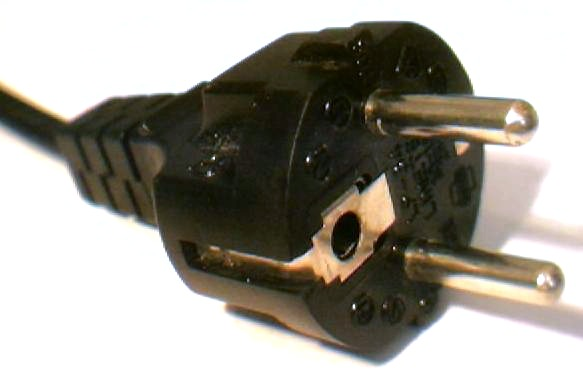
Typ E+F jordade hybridkontaktdon
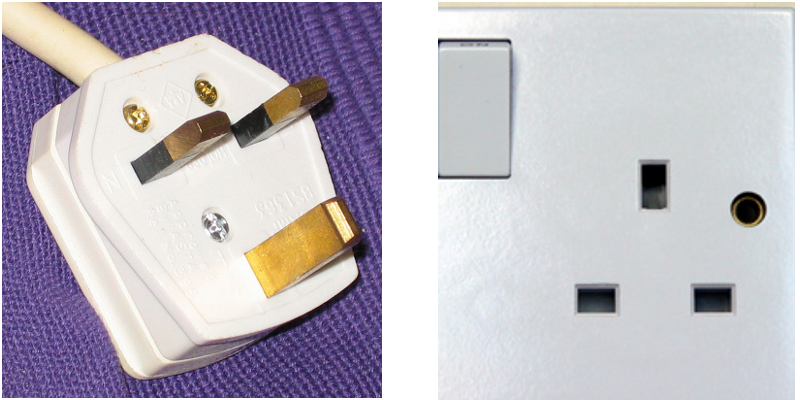
Typ G
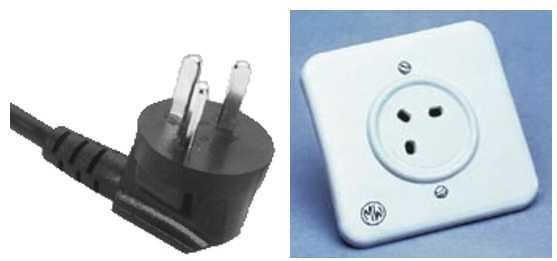
Typ H
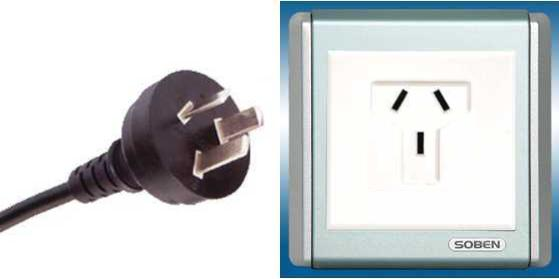
Typ I
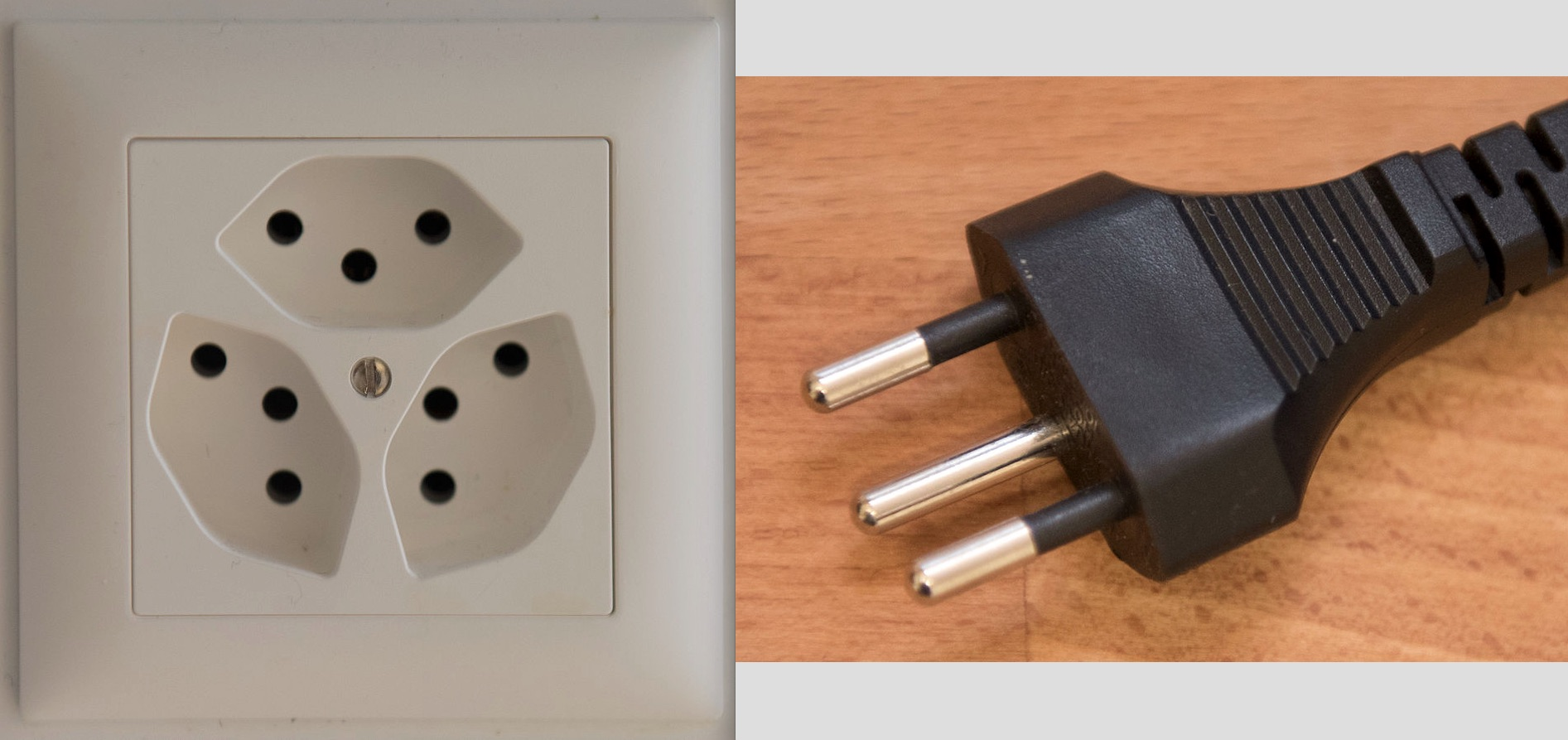
Typ J
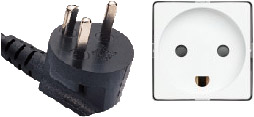
Typ K
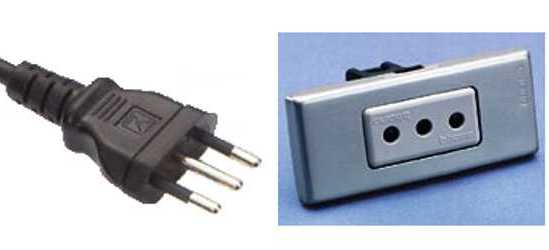
Typ L
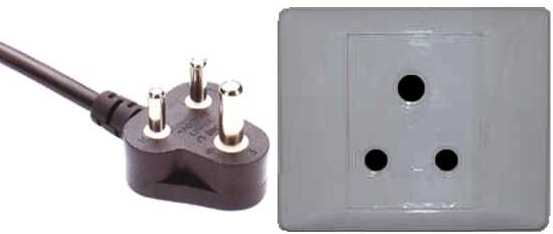
Typ M
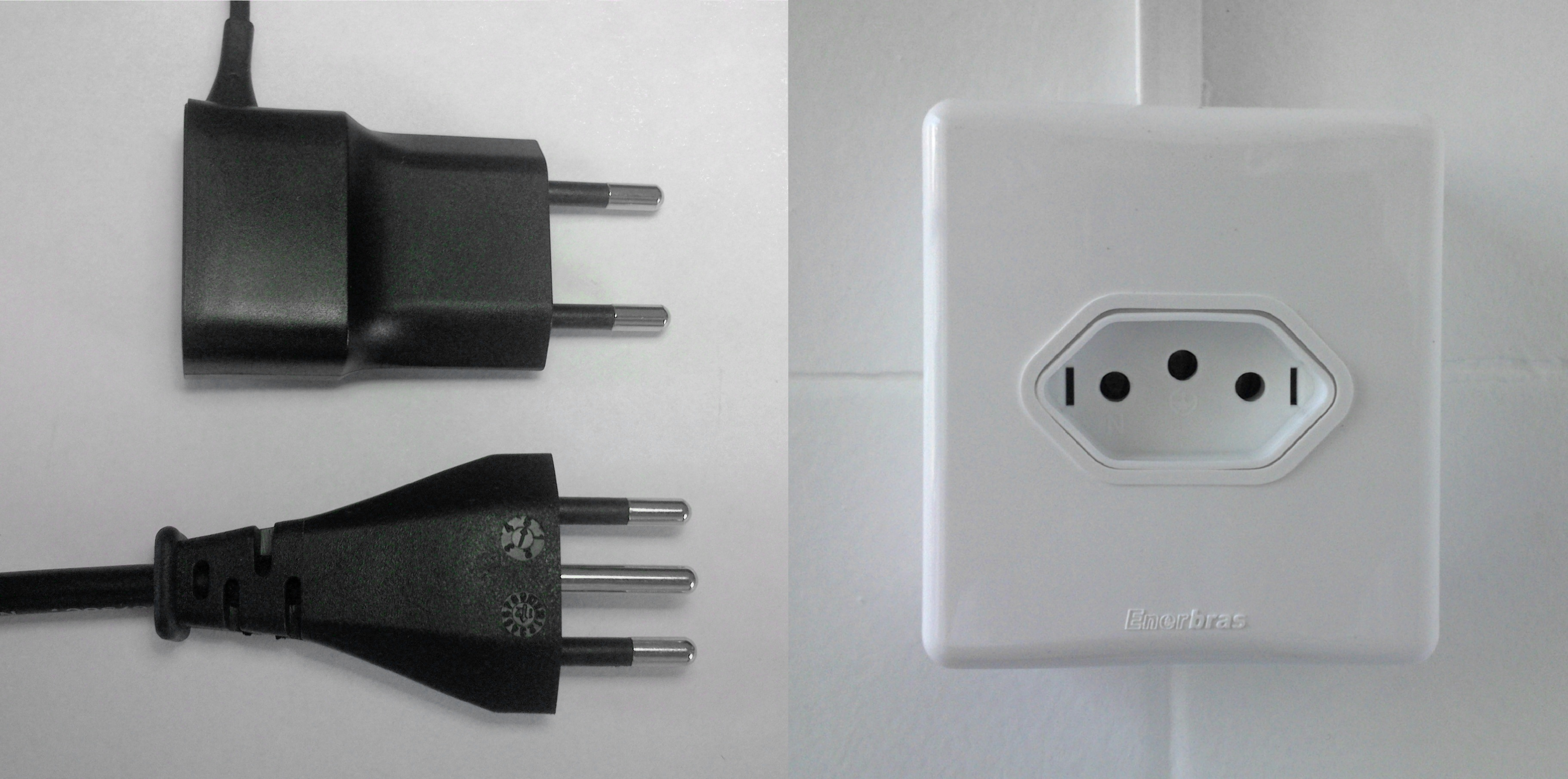
Typ N

Tabellen nedan avser enfas/tvåfas, inte trefas.
| Region                                        | Typ av uttag                                                    | Spänning               | Frekvens        | Kommentar |
| --------------------------------------------- | --------------------------------------------------------------- | ---------------------- | --------------- | --- |
| Afghanistan                                   | C, D, F                                                         | 240 V                  | 50 Hz           | Spänningen kan variera mellan 160 och 280. |
| Albanien                                      | C, F                                                            | 220 V                  | 50 Hz           | |
| Algeriet                                      | C, F                                                            | 230 V                  | 50 Hz           | |
| Amerikanska Samoa                             | A, B, F, I                                                      | 120 V                  | 60 Hz           | |
| Andorra                                       | C, F                                                            | 220 V                  | 50 Hz           | |
| Angola                                        | C                                                               | 220 V                  | 50 Hz           | |
| Anguilla                                      | A (ibland B)                                                    | 110 V                  | 60 Hz           | |
| Antigua                                       | A, B                                                            | 230 V                  | 60 Hz           | |
| Argentina                                     | C, I                                                            | 220 V                  | 50 Hz           | Fas och neutral är ombytta i typ I jämfört med många länder med denna typ. |
| Armenien                                      | C, F                                                            | 220 V                  | 50 Hz           | |
| Aruba                                         | A, B, F                                                         | 127 V                  | 60 Hz           | Lago Colony 115 V. |
| Australien                                    | I                                                               | 230 V                  | 50 Hz           | |
| Azerbajdzjan                                  | C                                                               | 220 V                  | 50 Hz           | |
| Azorerna                                      | B, C, F                                                         | 220 V                  | 50 Hz           | Ponta Delgada har 110 V; ska konverteras till 220 V. |
| Bahamas                                       | A, B                                                            | 120 V                  | 60 Hz           | 50 Hz förekommer |
| Bahrain                                       | G                                                               | 230 V                  | 50 Hz           | Awali 110 V, 60 Hz. |
| Bangladesh                                    | A, C, D, G, K                                                   | 220 V                  | 50 Hz           | |
| Barbados                                      | A, B                                                            | 115 V                  | 50 Hz           | |
| Belarus                                       | C, F                                                            | 220 V                  | 50 Hz           | |
| Belgien                                       | C, E                                                            | 230 V                  | 50 Hz           | |
| Belize                                        | A, B, G                                                         | 110 V och 220 V        | 60 Hz           | |
| Benin                                         | C, E                                                            | 220 V                  | 50 Hz           | |
| Bermuda                                       | A, B                                                            | 120 V                  | 60 Hz           | |
| Bhutan                                        | D, F, G, M                                                      | 230 V                  | 50 Hz           | |
| Bolivia                                       | A, C                                                            | 220 V                  | 50 Hz           | La Paz & Viacha 115 V. |
| Bonaire                                       |                                                                 | 127 V                  | 50 Hz           | Mellanting av B och C utan jord. |
| Bosnien och Hercegovina                       | C, F                                                            | 220 V                  | 50 Hz           | |
| Botswana                                      | D, G, M                                                         | 231 V                  | 50 Hz           | |
| Brasilien                                     | A, B, C, I, N                                                   | 110 V och 220 V        | 60 Hz           | Typ I börjar bli vanlig för 220 V-uttag i områden med 110 V. Utrustning för högre effekt har ofta båda kontakterna för båda spänningarna. Från 2009 ska Brasilien övergå till en IEC 60906-1-baserad standard som liknar den schweiziska typ J men inte är kompatibel. |
| Brunei                                        | G                                                               | 240 V                  | 50 Hz           | |
| Bulgarien                                     | C, F                                                            | 220 V                  | 50 Hz           | |
| Burkina Faso                                  | C, E                                                            | 220 V                  | 50 Hz           | |
| Burundi                                       | C, E                                                            | 220 V                  | 50 Hz           | |
| Caymanöarna                                   | A, B                                                            | 120 V                  | 60 Hz           | |
| Centralafrikanska republiken                  | C, E                                                            | 220 V                  | 50 Hz           | |
| Chile                                         | C, L                                                            | 220 V                  | 50 Hz           | |
| Colombia                                      | A, B                                                            | 120 V                  | 60 Hz           | 240 V förekommer för fast installerad utrustning som spisar och AC. |
| Cooköarna                                     | I                                                               | 240 V                  | 50 Hz           | |
| Costa Rica                                    | A, B                                                            | 120 V                  | 60 Hz           | |
| Cypern                                        | G                                                               | 240 V                  | 50 Hz           | |
| Danmark                                       | C, K, E, F                                                      | 230 V                  | 50 Hz           | I huvudsak typ K. Typ E börjar användas från 2008; typ F från 2011. |
| Djibouti                                      | C, E                                                            | 220 V                  | 50 Hz           | |
| Dominica                                      | D, G                                                            | 230 V                  | 50 Hz           | |
| Dominikanska republiken                       | A, B                                                            | 110 V                  | 60 Hz           | |
| Ecuador                                       | A, B                                                            | 120 V                  | 60 Hz           | |
| Egypten                                       | C                                                               | 220 V                  | 50 Hz           | |
| Ekvatorialguinea                              | C, E                                                            | 220 V                  | 50 Hz           | |
| El Salvador                                   | A, B                                                            | 115 V                  | 60 Hz           | |
| Elfenbenskusten                               | C, E                                                            | 230 V                  | 50 Hz           | |
| Eritrea                                       | C                                                               | 230 V                  | 50 Hz           | |
| Estland                                       | C, F                                                            | 230 V                  | 50 Hz           | |
| Etiopien                                      | C, E, F, L                                                      | 220 V                  | 50 Hz           | |
| Falklandsöarna                                | G                                                               | 240 V                  | 50 Hz           | |
| Fiji                                          | I                                                               | 240 V                  | 50 Hz           | |
| Filippinerna                                  | A, B                                                            | 220 V                  | 60 Hz           | De flesta uttag är av typ A, men ibland B. Uttag och pluggar håller samma dimensioner som i USA. Enstaka områden, som Baguio, använder 110 V. |
| Finland                                       | C, F                                                            | 230 V                  | 50 Hz           | |
| Frankrike                                     | C, E                                                            | 230 V (tidigare 220v)  | 50 Hz           | |
| Franska Guyana                                | C, D, E                                                         | 220 V                  | 50 Hz           | |
| Färöarna                                      | C, K, E, F                                                      | 230 V                  | 50 Hz           | E från 2008; F från 2011. |
| Förenade Arabemiraten                         | G                                                               | 220 V                  | 50 Hz           | Även typ C förekommer men är sällsynt. |
| Gabon                                         | C                                                               | 220 V                  | 50 Hz           | |
| Gambia                                        | G                                                               | 230 V                  | 50 Hz           | |
| Gazaremsan                                    | C, H, M                                                         | 230 V                  | 50 Hz           | (se Israel) |
| Ghana                                         | D, G                                                            | 230 V                  | 50 Hz           | |
| Gibraltar                                     | G, K                                                            | 240 V                  | 50 Hz           | Brittiska typ G används. Typ K har förekommit. |
| Grekland                                      | C, F                                                            | 230 V (tidigare 220v)  | 50 Hz           | Typ F används som uttag för nybyggen. Uttag av typ C förekommer i äldre installationer. Utrustning med lägre effekt/plasthölje har typ C. I övrigt har de typ F eller E+F. |
| Grenada                                       | G                                                               | 230 V                  | 50 Hz           | |
| Grönland                                      | C, K                                                            | 220 V                  | 50 Hz           | |
| Guadeloupe                                    | C, D, E                                                         | 230 V                  | 50 Hz           | |
| Guam                                          | A, B                                                            | 110 V                  | 60 Hz           | |
| Guatemala                                     | A, B                                                            | 120 V                  | 60 Hz           | |
| Guinea                                        | C, F, K                                                         | 220 V                  | 50 Hz           | |
| Guinea-Bissau                                 | C                                                               | 220 V                  | 50 Hz           | |
| Guyana                                        | A, B, D, G                                                      | 240 V                  | 60 Hz           | |
| Haiti                                         | A, B                                                            | 110 V                  | 60 Hz           | |
| Honduras                                      | A, B                                                            | 110 V                  | 60 Hz           | |
| Hongkong                                      | G, M                                                            | 220 V                  | 50 Hz           | I huvudsak brittiskt system, typ G. Typ M förekommer för kraftigare elbehov. |
| Indien                                        | C, D, M                                                         | 230 V                  | 50 Hz           | Spänningen varierar från 216V till 253V. |
| Indonesien                                    | C, F, G                                                         | 127 V och 230 V        | 50 Hz           | Typ G är mindre vanlig. |
| Irak                                          | C, D, G                                                         | 230 V                  | 50 Hz           | |
| Iran                                          | C, F                                                            | 220 V                  | 50 Hz           | Typ C uttag är mindre vanliga, och typ F är för nyare installationer. Typ C kontakter är vanliga för lågeffektsapparater. |
| Irland                                        | G (historiskt D, F, M)                                          | 230 V (tidigare 220v)  | 50 Hz           | historiskt används D och M (som i Storbritannien) och F (Schuko). Brittiska typen G är standard och används i de flesta installationer. Typ F förekommer i äldre installationer och adapter behövs för G-kontakter. Typ D och M är brittisk äldre standard och förekommer också. Typ A förekommer för 110 V rakapparatuttag i badrum. |
| Island                                        | C, F                                                            | 230 V                  | 50 Hz           | |
| Isle of Man                                   | C, G                                                            | 240 V                  | 50 Hz           | |
| Israel                                        | C, H, M                                                         | 230 V                  | 50 Hz           | De flesta moderna uttag tar kontakter av typ C och H. Typ M uttag är för AC. Likadana uttag används av Palestinska myndighetens områden. |
| Italien                                       | C, F, L                                                         | 230 V                  | 50 Hz           | |
| Jamaica                                       | A, B                                                            | 110 V                  | 50 Hz           | |
| Japan                                         | A, B                                                            | 100 V                  | 50 Hz och 60 Hz | Östra Japan 50 Hz (Tokyo, Kawasaki, Sapporo, Yokohama och Sendai); Västra Japan 60 Hz (Okinawa, Osaka, Kyoto, Kobe, Nagoya, Hiroshima). Äldre hus har icke-polariserade uttag, varför amerikanska pluggar (med ett tjockare stift) inte passar. Jord förekommer i långt ifrån alla byggnader och uttag, inte ens i nybyggen. |
| Jemen                                         | A, D, G                                                         | 230 V                  | 50 Hz           | |
| Jordanien                                     | B, C, D, F, G, J                                                | 230 V                  | 50 Hz           | |
| Jungfruöarna                                  | A, B                                                            | 110 V                  | 60 Hz           | |
| Kambodia                                      | A, C, G                                                         | 230 V                  | 50 Hz           | |
| Kamerun                                       | C, E                                                            | 220 V                  | 50 Hz           | |
| Kanada                                        | A, B                                                            | 120 V                  | 60 Hz           | 240 V förekommer för fast installerad utrustning som spisar och AC. Typ A är äldre typ, endast typ B för nya hus. |
| Kanalöarna                                    | C, G                                                            | 230 V                  | 50 Hz           | |
| Kanarieöarna                                  | C, E, L                                                         | 220 V                  | 50 Hz           | |
| Kap Verde                                     | C, F                                                            | 220 V                  | 50 Hz           | |
| Kazakstan                                     | C, E, F                                                         | 220 V                  | 50 Hz           | Spänningen kan variera. |
| Kenya                                         | G                                                               | 240 V                  | 50 Hz           | |
| Kina (gäller folkrepubliken)                  | A, C, I                                                         | 220 V                  | 50 Hz           | De flesta uttag stöder typerna A, I, och C. Många uttag stöder typ A och C andra bara typ A och andra typ I. |
| Kirgizistan                                   | C                                                               |                        |                 | |
| Kiribati                                      | I                                                               | 240 V                  | 50 Hz           | |
| Komorerna                                     | C, E                                                            | 220 V                  | 50 Hz           | |
| Kongo-Brazzaville                             | C, E                                                            | 230 V                  | 50 Hz           | |
| Kongo-Kinshasa                                | C, D                                                            | 220 V                  | 50 Hz           | |
| Kroatien                                      | C, F                                                            | 230 V                  | 50 Hz           | |
| Kuba                                          | A, B                                                            | 110 V                  | 60 Hz           | |
| Kuwait                                        | C, G                                                            | 240 V                  | 50 Hz           | |
| Laos                                          | A, B, C, E, F                                                   | 230 V                  | 50 Hz           | |
| Lesotho                                       | M                                                               | 220 V                  | 50 Hz           | |
| Lettland                                      | C, F                                                            | 220 V                  | 50 Hz           | |
| Libanon                                       | A, B, C, D, G                                                   | 110 och 200 V          | 50 Hz           | |
| Liberia                                       | A, B, C, E, F                                                   | 120/240 V              | 50 Hz           | Förr 60 Hz, nu 50 Hz. Många privata kraftverk och kraftnät har ännu 60 Hz. A & B är för 110v; C & F är för 230/240v. Man bör mäta spänningen före anslutning av utrustning om man är osäker. Elnäten är privata, inte statliga. |
| Libyen                                        | D, L                                                            | 125 V                  | 50 Hz           | Barce, Benghazi, Derna, Sebha & Tobruk 230 V. |
| Liechtenstein                                 | C, J                                                            | 230 V                  | 50 Hz           | Samma som Schweiz |
| Litauen                                       | C, F                                                            | 220 V                  | 50 Hz           | Villa Monarchy 127 V 50 Hz |
| Luxemburg                                     | C, F                                                            | 230 V                  | 50 Hz           | |
| Macao (i Kina)                                | D, M, G, fåtal F                                                | 220 V                  | 50 Hz           | Ingen officiell standard i Macau. Vissa byggnader bygga av Portugals regering har typ F. Typ G från Hongkong gäller i nyare byggnader. |
| Madagaskar                                    | C, D, E, J, K                                                   | 127 V och 220 V        | 50 Hz           | |
| Madeira                                       | C, F                                                            | 220 V                  | 50 Hz           | |
| Malawi                                        | G                                                               | 230 V                  | 50 Hz           | |
| Malaysia                                      | G (dock typ M för luftkonditionering och torkskåp)              | 240 V                  | 50 Hz           | Pinang 230 V. Kontakt av typ C är vanliga hos hemelektronik. De kopplas in i uttagen av typ G med adapter eller med våld. |
| Maldiverna                                    | A, D, G, J, K, L                                                | 230 V                  | 50 Hz           | |
| Mali                                          | C, E                                                            | 220 V                  | 50 Hz           | |
| Malta                                         | G                                                               | 230 V                  | 50 Hz           | |
| Marocko                                       | C, E                                                            | 127 V och 220 V        | 50 Hz           | Övergång till bara 220 V pågår. |
| Martinique                                    | C, D, E                                                         | 220 V                  | 50 Hz           | |
| Mauretanien                                   | C                                                               | 220 V                  | 50 Hz           | |
| Mauritius                                     | C, G                                                            | 230 V                  | 50 Hz           | |
| Mexiko                                        | A, B                                                            | 120 V                  | 60 Hz           | Typ B breder ut sig mer och mer. Spänningen varierar från 105 till 145 V beroende på transformatorstationen. Split phase (tvåfas) är vanlig och ger 240 V till tyngre utrustningar. Det är vanligt att man drar olika faser till uttag bredvid varandra så man med särskild kabel kan få 240 V ur uttag. |
| Mikronesien                                   | A, B                                                            | 120 V                  | 60 Hz           | |
| Moçambique                                    | C, F, M                                                         | 220 V                  | 50 Hz           | Typ M förekommer ofta på gränsen mot Sydafrika, också i huvudstaden Maputo. |
| Moldavien                                     | C, F                                                            | 220-230 V              | 50 Hz           | Följer f.d. sovjetisk standard (GOST), liknar Tyskland mm. |
| Monaco                                        | C, D, E, F                                                      | 127 V och 220 V        | 50 Hz           | |
| Mongoliet                                     | C, E                                                            | 230 V                  | 50 Hz           | |
| Montenegro                                    | C, F                                                            | 220 V                  | 50 Hz           | |
| Montserrat (Leeward Is.)                      | A, B                                                            | 230 V                  | 60 Hz           | |
| Myanmar                                       | C, D, F, G                                                      | 230 V                  | 50 Hz           | Typ G finns framför allt på finare hotell. Stora hotellkedjor har enligt uppgift uttag för typ I-pluggar och kanske andra typer. |
| Namibia                                       | D, M                                                            | 220 V                  | 50 Hz           | |
| Nauru                                         | I                                                               | 240 V                  | 50 Hz           | |
| Nederländerna                                 | C, F                                                            | 230 V                  | 50 Hz           | |
| Nederländska Antillerna                       | A, B, F                                                         | 127 V och 220 V        | 50 Hz           | Sint Maarten 120 V, 60 Hz; Saba & St. Eustatius 110 V, 60 Hz, A, ibland B |
| Nepal                                         | C, D, M                                                         | 230 V                  | 50 Hz           | |
| Nicaragua                                     | A, B                                                            | 120 V                  | 60 Hz           | |
| Niger                                         | A, B, C, D, E, F                                                | 220 V                  | 50 Hz           | |
| Nigeria                                       | D, G                                                            | 240 V                  | 50 Hz           | |
| Nordkorea                                     | C                                                               | 220 V                  | 50 Hz           | |
| Nordmakedonien                                | C, F                                                            | 220 V                  | 50 Hz           | |
| Norge                                         | C, F                                                            | 230 V                  | 50 Hz           | 230 V innebär 2 faser. |
| Nya Kaledonien                                | F                                                               | 220 V                  | 50 Hz           | |
| Nya Zeeland                                   | I                                                               | 230 V                  | 50 Hz           | |
| Okinawa                                       | A, B                                                            | 100 V                  | 60 Hz           | USA:s militärbas 120 V. |
| Oman                                          | C, G                                                            | 240 V                  | 50 Hz           | |
| Pakistan                                      | C, D, M, G                                                      | 230 V                  | 50 Hz           | Kontakter och uttag av typ C eller D är vanliga. Dock typ M för luftkonditionering och andra högförbrukare. Typ G är inte så vanlig. |
| Panama                                        | A, B                                                            | 110 V                  | 60 Hz           | Panama City 120 V. |
| Papua Nya Guinea                              | I                                                               | 240 V                  | 50 Hz           | |
| Paraguay                                      | C                                                               | 220 V                  | 50 Hz           | |
| Peru                                          | A, B, C                                                         | 220 V                  | 60 Hz           | Talara 110/220 V; Arequipa 50 Hz |
| Polen                                         | C, E                                                            | 230 V                  | 50 Hz           | |
| Portugal                                      | C, F                                                            | 220 V                  | 50 Hz           | |
| Puerto Rico                                   | A, B                                                            | 120 V                  | 60 Hz           | |
| Qatar                                         | D, G                                                            | 240 V                  | 50 Hz           | |
| Réunion                                       | E                                                               | 220 V                  | 50 Hz           | |
| Rumänien                                      | C, F                                                            | 230 V (tidigare 220 V) | 50 Hz           | Följer ofta Sovjetstandard som liknar tysk standard men har mindre hål. |
| Rwanda                                        | C, J                                                            | 230 V                  | 50 Hz           | |
| Ryssland                                      | C, F                                                            | 220 V                  | 50 Hz           | Före detta Sovjetunionen och många länder i Centraleuropa använder GOST-uttag avsett för 4,0 mm stift istället för 4,8 mm stift i många västeuropeiska länder (till exempel Sverige, Tyskland (Schuko-typ). 127 V förekommer i avlägsna ställen med eget elnät. "Europapluggen" typ C har lämpliga stift och fungerar alltid både i öst och väst uttag av typ C,E,F.                                                                                |
| Saint Kitts och Nevis                         | D, G                                                            | 230 V                  | 60 Hz           | |
| Saint Lucia (Windward Is.)                    | G                                                               | 240 V                  | 50 Hz           | |
| Saint Vincent och Grenadinerna (Windward Is.) | A, C, E, G, I, K                                                | 230 V                  | 50 Hz           | |
| Sankta Helena                                 | G                                                               | 240 V                  | 50 Hz           | |
| Saudiarabien                                  | A, B, F, G                                                      | 127 V och 220 V        | 60 Hz           | |
| Schweiz                                       | C, J                                                            | 230 V                  | 50 Hz           | C bara i varianten CEE 7/16. |
| Senegal                                       | C, D, E, K                                                      | 230 V                  | 50 Hz           | |
| Serbien                                       | C, F                                                            | 220 V                  | 50 Hz           | |
| Seychellerna                                  | G                                                               | 240 V                  | 50 Hz           | |
| Sierra Leone                                  | D, G                                                            | 230 V                  | 50 Hz           | |
| Singapore                                     | G (M för luftkonditionering och klädtorkar)                     | 230 V                  | 50 Hz           | Typ A och C används för ljud- och videoutrustning. Adaptrar för olika pluggar är vanligt förekommande. |
| Slovakien                                     | C, E                                                            | 230 V                  | 50 Hz           | |
| Slovenien                                     | C, F                                                            | 230 V                  | 50 Hz           | |
| Somalia                                       | C                                                               | 220 V                  | 50 Hz           | |
| Spanien                                       | C, F                                                            | 230 V (tidigare 220v)  | 50 Hz           | |
| Sri Lanka                                     | D, M, G                                                         | 230 V                  | 50 Hz           | Typ G är allt vanligare i nybyggen, särskilt i Colombo och bättre hotell. |
| Storbritannien                                | G (D och M finns i mycket gamla eller speciella installationer) | 230 V (förr 240v)      | 50 Hz           | Spänningen kan enligt regler variera 207-253 V. Rakuttag (liknar typ C) med 110 V kan finnas i badrum. Kontakten av typ G har en säkring inuti och kan ha strömbrytare. Det långa jordstiftet påverkar i nyare uttag en strömbrytare i uttaget, så att strömmen släpps fram. Ojordade utrustningar har en kontakt med plaststift till jordhålet. Europapluggen typ C kan passa med lite våld, men då släpps ofta ingen ström fram, inget jordstift. |
| Sudan                                         | C, D                                                            | 230 V                  | 50 Hz           | |
| Surinam                                       | C, F                                                            | 127 V                  | 60 Hz           | |
| Swaziland                                     | M                                                               | 230 V                  | 50 Hz           | |
| Sverige                                       | C, F                                                            | 230 V (tidigare 220v)  | 50 Hz           | |
| Sydafrika                                     | M, N                                                            | 220 V                  | 50 Hz           | Grahamstown, Port Elizabeth, King Williams Town 250 V |
| Sydkorea                                      | A, B, C, F                                                      | 220 V                  | 60 Hz           | Typ F är vanligast i företag, hotell mm, medan typ C (type CEE 7/17) är vanligast i hushåll. 220 volt innebär tvåfas, medan det äldre 110 V betyder fas och nolla. 110 V använder plugg A & B (från japansk kolonitid) men är sällsynt numera. |
| Syrien                                        | C, E, L                                                         | 220 V                  | 50 Hz           | |
| Tadzjikistan                                  | C, I                                                            | 220 V                  | 50 Hz           | |
| Tahiti                                        | A, B, E                                                         | 110 V och 220 V        | 60 Hz           | |
| Taiwan                                        | A, B                                                            | 110/220 V              | 60 Hz           | De flesta uttag är av typ A. I de fall typ B förekommer är jordstiftet ofta inta anslutet. De flesta apparater har A-pluggar, men även typ B förekommer. Taiwan följer USA-standard vad gäller utformningen av donen. Luftkonditionering kopplas in i särskilda 220 V-uttag. |
| Tanzania                                      | D, G                                                            | 230 V                  | 50 Hz           | |
| Tchad                                         | D, E, F                                                         | 220 V                  | 50 Hz           | |
| Thailand                                      | A, B, C, F                                                      | 220 V                  | 50 Hz           | Uttag i hotell och nyare hus har en kombination av typ B och C och det går att stoppa kontakter av typ A, B och C där. Äldre hus brukar ha typ A. Utrustning brukar ha kontakter av typ A eller C, eller B om de är jordade. Typ F är också vanlig för högeffektutrustning som tekokare, riskokare mm. |
| Tjeckien                                      | C, E                                                            | 230 V                  | 50 Hz           | |
| Togo                                          | C                                                               | 220 V                  | 50 Hz           | Lome 127 V. |
| Tonga                                         | I                                                               | 240 V                  | 50 Hz           | |
| Trinidad och Tobago                           | A, B                                                            | 115 V                  | 60 Hz           | |
| Tunisien                                      | C, E                                                            | 230 V                  | 50 Hz           | |
| Turkiet                                       | C, F                                                            | 230 V                  | 50 Hz           | |
| Turkmenistan                                  | B, F                                                            | 220 V                  | 50 Hz           | |
| Tyskland                                      | C, F                                                            | 230 V (tidigare 220v)  | 50 Hz           | Typ F ("Schuko", förkortning av "Schutzkontakt") är standard. Typ C (Europakontakt) är vanlig för lågeffektutrustning. |
| Uganda                                        | G                                                               | 240 V                  | 50 Hz           | |
| Ukraina                                       | C, F                                                            | 230 V                  | 50 Hz           | |
| Ungern                                        | C, F                                                            | 230 V                  | 50 Hz           | |
| Uruguay                                       | C, F, I, L                                                      | 230 V (tidigare 220v)  | 50 Hz           | Typ F blir allt vanligare i samband med datautrustning. Fas och nolla är omvända såsom i Argentina. |
| USA                                           | A, B                                                            | 120 V                  | 60 Hz           | 120 V är standardspänning. Elbolagen försöker vanligtvis hålla sig mellan 114 och 126 V. 240 V/60 Hz används för högeffektapparatur som luftkonditionering, torkskåp, spisar och varmvattenberedare. Byggnader med två olika faser har både 120 och 240 V. Typ B-uttag krävs nu i nybyggen. |
| Uzbekistan                                    | C, I                                                            | 220 V                  | 50 Hz           | |
| Vanuatu                                       | I                                                               | 230 V                  | 50 Hz           | |
| Venezuela                                     | A, B                                                            | 120 V                  | 60 Hz           | Typ G används i hushåll endast för luftkonditionering och högeffektapparatur som går på 220 V. |
| Vietnam                                       | A, C                                                            | 220 V                  | 50 Hz           | Typ A är normen i Sydvietnam medan typ C är standard i Nordvietnam (mätt från den krigstida gränsen på 17°N). Typ G används endast i nybyggda lyxhotell, främst de som uppförts av bolag från Hongkong och Singapore. |
| Västra Samoa                                  | I                                                               | 230 V                  | 50 Hz           | |
| Zambia                                        | C, D, G                                                         | 230 V                  | 50 Hz           | |
| Zimbabwe                                      | D, G                                                            | 220 V                  | 50 Hz           | |
| Österrike                                     | C, F                                                            | 230 V                  | 50 Hz           | |
| Östtimor                                      | C, E, F, I                                                      | 220 V                  | 50 Hz           | |